# Umberto Lenzi
Umberto Lenzi (ur. 6 sierpnia 1931 w Massa Marittima; zm. 19 października 2017 w Rzymie) – włoski reżyser i scenarzysta filmowy.

## Kariera
Reżyser specjalizujący się różnorodnych gatunkach filmowych. W początkach kariery realizował filmy przygodowe; m.in. spod znaku płaszcza i szpady oraz o piratach (np. Piraci z Malezji (1964)). Pod koniec lat 60. zrealizował 2 filmy wojenne (tzw. kino euro war) oraz 2 spaghetti westerny. W 1969 nakręcił swój pierwszy film z gatunku giallo. W następnych latach realizuje kilka kolejnych filmów z tego gatunku, jednak nie odnoszą one sukcesu głównie ze względu na niskie budżety i kiepskie scenariusze. Pod koniec lat 70. zrealizował kilka thrillerów kryminalnych o tematyce policyjnej. Następnie realizuje 2 filmy zaliczane do tzw. kanibalistycznych, które przyniosły mu chyba największy rozgłos. Były to: Zjedzeni żywcem (1980) oraz Cannibal Ferox – Niech umierają powoli (1981), który wywołał skandal i po premierze został zakazany w 31 krajach (w Polsce został wydany na kasetach VHS). Reżyserską karierę zakończył na początku lat 90. przechodząc na emeryturę. Pozostaje jednym z najbardziej oryginalnych i kultowych reżyserów włoskiego kina.
Przyjacielem Lenziego i fanem jego twórczości był Quentin Tarantino.

## Filmografia
- Przygody Mary Read (1961; lub inny tytuł: Królowa morza)
- Caryca Katarzyna (1962)
- Zorro przeciw Maciste (1963)
- Niepokonany jeździec w masce (1963)
- Sandokan, tygrys z Malezji (1963)
- Piraci z Malezji (1964)
- Kriminal (1966)
- Komandosi pustyni (1967)
- Legion potępionych (1969)
- Orgasmo (1969)
- Paranoja (1970)
- Człowiek z głębokiej rzeki (1972)
- Siedem zakrwawionych orchidei (1972)
- Ludzki odruch (1974)
- Spazmy (1974)
- Czerwone koty w labiryncie ze szkła (1975)
- Twardy glina (1976)
- Pustynna bitwa (1978)
- Z piekła do zwycięstwa (1979)
- Koszmarne miasto (1980)
- Zjedzeni żywcem (1980)
- Cannibal Ferox – Niech umierają powoli (1981; znany także pod tytułem – Kanibale)
- Córka dżungli (1982)
- Oddział „Czarna Pantera” (1987)
- Dziewczynka z pajacem (1988)
- Czarna kobra 4 (1990)
- Demony 3 (1991)